# Handball-Oberliga Rheinland-Pfalz/Saar 2015/16
Die Handball-Oberliga Rheinland-Pfalz/Saar 2015/16 (OL-RPS) wurde unter dem Dach der Handball-Landesverbände Rheinhessen (HVR), Rheinland (HVRL), Pfalz (PfHV) und Saar (HVS) organisiert und ist die höchste Spielklasse des Verbundes. Die Oberliga – RPS ist nach der Bundesliga, der 2. Bundesliga und der Regionalliga eine der vierthöchsten Spielklassen im deutschen Handball.

## Saisonverlauf
Die Handball-Oberliga Rheinland-Pfalz/Saar 2015/16 war die vierzehnte Ausspielung dieser Handballliga.

## Modus
Sechzehn Mannschaften (Frauen vierzehn) spielten eine Hin- und Rückrunde. Nach Abschluss der daraus resultierenden Spieltage ist der Meister in die 3. Liga aufgestiegen und die letztplatzierte Mannschaft in die Liga ihres Landesverbandes absteigen. Der Modus war für Männer- und Frauenteams gleich.

## Teilnehmer
Nicht mehr dabei waren die Auf- und Absteiger der Vorsaison. Neu hinzu kam der Absteiger (A) aus der 3. Liga und die Aufsteiger (N) aus den Ligen der Landesverbände.

### Abschlussplatzierungen

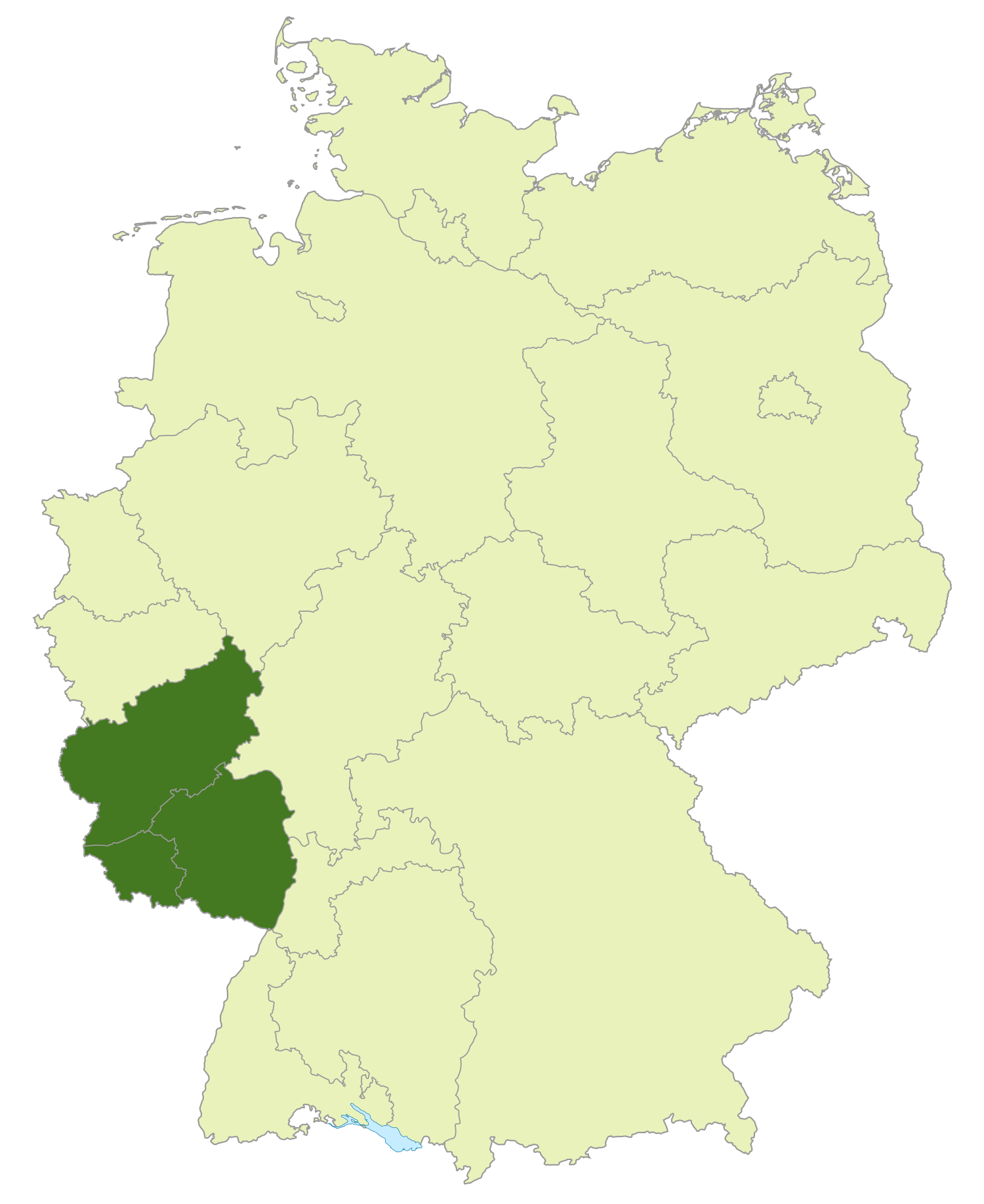
Bereich der Handball-Oberliga
Rheinland-Pfalz / Saarland

| Männer  1. VTV Mundenheim - 2. MSG HF Illtal - 3. DJK SF Budenheim - 4. TuS 04 Dansenberg - 5. SG Saulheim - 6. TV 05 Mülheim - 7. VT Zweibrücken-Saarpfalz - 8. HSG Rhein-Nahe Bingen - 9. HSG Völklingen (N) - 10 HSV Merzig-Hilbringen - 11 HSG Worms (N) - 12 TSG Friesenheim II - 13 HV Vallendar - 14 TV Nieder-Olm - 15 HSG Kastellaun/Simmern (N)  16 HSG Eckbachtal (N) | Frauen  1. TSV 1886 Kandel (A) - 2. SG Ottersheim/Bellheim/Z. - 3. HSV Viktoria Püttlingen - 4. TV Bassenheim 1911 - 5. SG Bretzenheim II - 6. SV 64 Zweibrücken - 7. DJK St. Michael Marpingen - 8. HSG Wittlich - 9. 1. FSV Mainz 05 IIBudenheim II - 10 VTV Mundenheim - 11 TV 1891 Moselweiß (N) - 12 HSV Sobernheim (N) - 13 TSG Friesenheim (N)  14 HC St.Johann Saarbrücken (N) |

- Für die Oberliga 2016/17 qualifiziert